# Pałątka niebieskooka
Pałątka niebieskooka, pałątka podobna (Lestes dryas) – gatunek owada z rzędu ważek należący do podrzędu ważek równoskrzydłych i rodziny pałątkowatych (Lestidae).
Wygląd
Pałątka niebieskooka ma długość do 43 mm, rozpiętość skrzydeł do 55 mm.
Samice są zielone, samce niebiesko-zielone. Dorosłe samce mają niebieskie oczy. Śródtułów i wierzchnia strona odwłoka samicy ma miedziany połysk. 
Występowanie
Występuje na półkuli północnej – w Eurazji i Ameryce Północnej, także w Maroku, gdzie stanowi relikt glacjalny. W Polsce jest pospolita na terenie całego kraju. Zamieszkuje płytkie zbiorniki astatyczne. Owady dorosłe można spotkać od czerwca do października.